# Municipio de Gilman (Kansas)
El municipio de Gilman (en inglés: Gilman Township) es un municipio ubicado en el condado de Nemaha en el estado estadounidense de Kansas. En el año 2010 tenía una población de 238 habitantes y una densidad poblacional de 2,56 personas por km².

## Geografía
El municipio de Gilman se encuentra ubicado en las coordenadas 39°52′0″N 95°57′15″O / 39.86667, -95.95417. Según la Oficina del Censo de los Estados Unidos, el municipio tiene una superficie total de 92.91 km², de la cual 92,73 km² corresponden a tierra firme y (0,19 %) 0,18 km² es agua.

## Demografía
Según el censo de 2010, había 238 personas residiendo en el municipio de Gilman. La densidad de población era de 2,56 hab./km². De los 238 habitantes, el municipio de Gilman estaba compuesto por el 97,9 % blancos, el 0,42 % eran afroamericanos, el 0,42 % eran de otras razas y el 1,26 % eran de una mezcla de razas. Del total de la población el 0,42 % eran hispanos o latinos de cualquier raza.